# سیارک ۹۹۵۰۳
سیارک ۹۹۵۰۳ (به انگلیسی: 99503 Leewonchul، نامگذاری:2002DB1) نود و نه هزار و پانصد و سومین سیارک کشف شده‌است که در ۱۶ فوریه ۲۰۰۲ کشف شد.